# 博卡德烏奇雷
博卡德烏奇雷（西班牙語：Boca de Uchire），是委內瑞拉的城鎮，位於該國東北部安索阿特吉州，是聖胡安德卡皮斯特拉諾市的首府，始建於1699年，面積9平方公里，海拔高度5米，人口8,819。